# Wereldkampioenschap superbike van Assen 2019
Het wereldkampioenschap superbike van Assen 2019 was de vierde ronde van het wereldkampioenschap superbike en het wereldkampioenschap Supersport 2019. De races werden verreden op 13 en 14 april 2019 op het TT-Circuit Assen nabij Assen, Nederland.
De eerste race van het WK superbike werd uitgesteld van zaterdag naar zondag vanwege sneeuwval. De superpolerace kwam hierdoor te vervallen. De grid voor de derde race werd bepaald door de kwalificatie op zaterdag.

## Superbike

### Race 1
| Pos | Nr | Rijder                | Constructeur | Rondes | Tijd        | Grid | Punten |
| --- | -- | --------------------- | ------------ | ------ | ----------- | ---- | ------ |
| 1   | 19 | Álvaro Bautista       | Ducati       | 21     | 33:30.479   | 1    | 25     |
| 2   | 1  | Jonathan Rea          | Kawasaki     | 21     | +3.130      | 8    | 20     |
| 3   | 60 | Michael van der Mark  | Yamaha       | 21     | +4.934      | 2    | 16     |
| 4   | 22 | Alex Lowes            | Yamaha       | 21     | +10.679     | 4    | 13     |
| 5   | 91 | Leon Haslam           | Kawasaki     | 21     | +10.859     | 5    | 11     |
| 6   | 28 | Markus Reiterberger   | BMW          | 21     | +15.105     | 3    | 10     |
| 7   | 7  | Chaz Davies           | Ducati       | 21     | +17.001     | 7    | 9      |
| 8   | 81 | Jordi Torres          | Kawasaki     | 21     | +20.227     | 11   | 8      |
| 9   | 54 | Toprak Razgatlıoğlu   | Kawasaki     | 21     | +20.276     | 9    | 7      |
| 10  | 66 | Tom Sykes             | BMW          | 21     | +21.748     | 6    | 6      |
| 11  | 2  | Leon Camier           | Honda        | 21     | +32.686     | 10   | 5      |
| 12  | 33 | Marco Melandri        | Yamaha       | 21     | +38.777     | 16   | 4      |
| 13  | 11 | Sandro Cortese        | Yamaha       | 21     | +43.075     | 12   | 3      |
| 14  | 50 | Eugene Laverty        | Ducati       | 21     | +46.018     | 13   | 2      |
| 15  | 23 | Ryuichi Kiyonari      | Honda        | 21     | +46.293     | 15   | 1      |
| 16  | 80 | Héctor Barberá        | Kawasaki     | 19     | +2 ronden   | 18   |        |
| DNF | 21 | Michael Ruben Rinaldi | Ducati       | 16     | Uitgevallen | 17   |        |
| DNF | 52 | Alessandro Delbianco  | Honda        | 10     | Uitgevallen | 14   |        |

### Race 2
| Pos | Nr | Rijder                | Constructeur | Rondes | Tijd        | Grid | Punten |
| --- | -- | --------------------- | ------------ | ------ | ----------- | ---- | ------ |
| 1   | 19 | Álvaro Bautista       | Ducati       | 21     | 33:28.682   | 1    | 25     |
| 2   | 60 | Michael van der Mark  | Yamaha       | 21     | +4.688      | 2    | 20     |
| 3   | 1  | Jonathan Rea          | Kawasaki     | 21     | +4.706      | 8    | 16     |
| 4   | 22 | Alex Lowes            | Yamaha       | 21     | +10.073     | 4    | 13     |
| 5   | 7  | Chaz Davies           | Ducati       | 21     | +13.667     | 7    | 11     |
| 6   | 28 | Markus Reiterberger   | BMW          | 21     | +15.373     | 3    | 10     |
| 7   | 66 | Tom Sykes             | BMW          | 21     | +15.387     | 6    | 9      |
| 8   | 91 | Leon Haslam           | Kawasaki     | 21     | +20.915     | 5    | 8      |
| 9   | 54 | Toprak Razgatlıoğlu   | Kawasaki     | 21     | +22.922     | 9    | 7      |
| 10  | 81 | Jordi Torres          | Kawasaki     | 21     | +23.518     | 11   | 6      |
| 11  | 11 | Sandro Cortese        | Yamaha       | 21     | +28.286     | 12   | 5      |
| 12  | 2  | Leon Camier           | Honda        | 21     | +36.039     | 10   | 4      |
| 13  | 50 | Eugene Laverty        | Ducati       | 21     | +36.359     | 13   | 3      |
| 14  | 33 | Marco Melandri        | Yamaha       | 21     | +36.895     | 16   | 2      |
| 15  | 21 | Michael Ruben Rinaldi | Ducati       | 21     | +36.913     | 17   | 1      |
| 16  | 80 | Héctor Barberá        | Kawasaki     | 21     | +37.095     | 18   |        |
| 17  | 52 | Alessandro Delbianco  | Honda        | 21     | +1:10.200   | 14   |        |
| DNF | 23 | Ryuichi Kiyonari      | Honda        | 16     | Uitgevallen | 15   |        |

## Supersport
| Pos | Nr | Rijder                | Constructeur | Rondes | Tijd                | Grid | Punten |
| --- | -- | --------------------- | ------------ | ------ | ------------------- | ---- | ------ |
| 1   | 64 | Federico Caricasulo   | Yamaha       | 18     | 29:47.619           | 2    | 25     |
| 2   | 21 | Randy Krummenacher    | Yamaha       | 18     | +0.032              | 1    | 20     |
| 3   | 36 | Thomas Gradinger      | Yamaha       | 18     | +0.223              | 7    | 16     |
| 4   | 16 | Jules Cluzel          | Yamaha       | 18     | +0.580              | 6    | 13     |
| 5   | 44 | Lucas Mahias          | Kawasaki     | 18     | +1.277              | 8    | 11     |
| 6   | 94 | Corentin Perolari     | Yamaha       | 18     | +13.748             | 9    | 10     |
| 7   | 78 | Hikari Okubo          | Kawasaki     | 18     | +13.873             | 5    | 9      |
| 8   | 32 | Isaac Viñales         | Yamaha       | 18     | +13.959             | 10   | 8      |
| 9   | 30 | Glenn van Straalen    | Kawasaki     | 18     | +20.784             | 13   | 7      |
| 10  | 95 | Jules Danilo          | Honda        | 18     | +21.632             | 14   | 6      |
| 11  | 86 | Ayrton Badovini       | Kawasaki     | 18     | +22.062             | 11   | 5      |
| 12  | 56 | Péter Sebestyén       | Honda        | 18     | +26.266             | 17   | 4      |
| 13  | 84 | Loris Cresson         | Yamaha       | 18     | +27.784             | 18   | 3      |
| 14  | 47 | Rob Hartog            | Kawasaki     | 18     | +29.374             | 12   | 2      |
| 15  | 22 | Federico Fuligni      | MV Agusta    | 18     | +29.766             | 15   | 1      |
| 16  | 77 | Wayne Tessels         | Yamaha       | 18     | +35.384             | 20   |        |
| 17  | 74 | Jaimie van Sikkelerus | Honda        | 18     | +37.936             | 19   |        |
| 18  | 4  | Christian Stange      | Honda        | 18     | +45.681             | 22   |        |
| 19  | 6  | María Herrera         | Yamaha       | 18     | +55.235             | 24   |        |
| 20  | 15 | Alfonso Coppola       | Honda        | 18     | +1:12.589           | 23   |        |
| DNF | 38 | Hannes Soomer         | Honda        | 16     | Schade ongeluk      | 4    |        |
| DNF | 3  | Raffaele De Rosa      | MV Agusta    | 13     | Schade ongeluk      | 3    |        |
| DNF | 11 | Kyle Smith            | Kawasaki     | 4      | Ongeluk             | 16   |        |
| DNF | 43 | Daniel Rubin          | Yamaha       | 4      | Uitgevallen         | 21   |        |
| DNF | 48 | Xavier Navand         | Yamaha       | 3      | Ongeluk             | 25   |        |
| DNS | 10 | Nacho Calero          | Kawasaki     | 0      | Niet gestart        |      |        |
| DNS | 24 | Arne De Wintere       | Yamaha       | 0      | Niet gestart        |      |        |
| DNQ | 67 | Gaetan Matern         | Kawasaki     | 0      | Niet gekwalificeerd |      |        |

## Tussenstanden na wedstrijd

### Superbike
| Pos | Nr | Rijder               | Team     | Punten |
| --- | -- | -------------------- | -------- | ------ |
| 1   | 19 | Álvaro Bautista      | Ducati   | 236    |
| 2   | 1  | Jonathan Rea         | Kawasaki | 183    |
| 3   | 22 | Alex Lowes           | Yamaha   | 126    |
| 4   | 60 | Michael van der Mark | Yamaha   | 115    |
| 5   | 91 | Leon Haslam          | Kawasaki | 93     |

### Supersport
| Pos | Nr | Rijder              | Team     | Punten |
| --- | -- | ------------------- | -------- | ------ |
| 1   | 21 | Randy Krummenacher  | Yamaha   | 90     |
| 2   | 64 | Federico Caricasulo | Yamaha   | 73     |
| 3   | 16 | Jules Cluzel        | Yamaha   | 69     |
| 4   | 36 | Thomas Gradinger    | Yamaha   | 40     |
| 5   | 78 | Hikari Okubo        | Kawasaki | 37     |

1992 · 1993 · 1994 · 1995 · 1996 · 1997 · 1998 · 1999 · 2000 · 2001 · 2002 · 2003 · 2004 · 2005 · 2006 · 2007 · 2008 · 2009 · 2010 · 2011 · 2012 · 2013 · 2014 · 2015 · 2016 · 2017 · 2018 · 2019 · 2021 · 2022 · 2023 · 2024 · 2025